# Tina Holmes
Tina Holmes (* 1973 in New York City, New York) ist eine US-amerikanische Schauspielerin.

## Leben und Karriere
Aufgewachsen ist Tina Holmes in New York City und in Connecticut. Sie studierte zwei Jahre an der Yale University. Kurze Zeit später zog sie nach Frankreich und studierte dort Französisch und Literatur an der Universität Sorbonne. Nachdem Holmes wieder in die USA zurückgekehrt war, erlangte sie an der Brown University einen Bachelor of Arts in Literatur. Daraufhin ging sie wieder nach Frankreich, um dort an einer Dokumentation über den Schriftsteller und Dichter Jean Genet mitzuwirken. Des Weiteren verbrachte sie einen Teil ihres Studiums auch an der Federal University of Pernambuco in Brasilien.
Bevor Holmes Schauspielerin wurde, arbeitete sie an verschiedenen Dokumentationen, u. a. von Bruce Weber über Robert Mitchum, mit. Sie selbst produzierte die Dokumentation  You’re Nobody Until Somebody Loves You. Nachdem sie als Produzentin und als Regisseurin gearbeitet hatte, beschloss sie, Schauspielerin zu werden.
Ihre Schauspielkarriere begann Holmes 1998 in Edge of Seventeen. 1999 folgte der Film 30 Days sowie im Jahr 2000 die Filme The Photographer und Prince of Central Park. Gastauftritte hatte Tina Holmes in Fernsehserien wie Third Watch – Einsatz am Limit, Emergency Room – Die Notaufnahme, Strong Medicine: Zwei Ärztinnen wie Feuer und Eis, 24, Cold Case – Kein Opfer ist je vergessen, Dr. House und Private Practice. Des Weiteren war sie in der letzten Staffel von Six Feet Under – Gestorben wird immer als Maggie Sibley zu sehen. 2010 hatte sie eine Hauptrolle in der kurzlebigen NBC-Serie Persons Unknown.

## Filmografie (Auswahl)
- 1998: Edge of Seventeen
- 1999: 30 Days
- 2000: Godass
- 2000: The Photographer
- 2000: Prince of Central Park
- 2001: Third Watch – Einsatz am Limit (Third Watch, Fernsehserie, Folge 2x11)
- 2002: Taken (Fernsehserie, drei Folgen)
- 2003: Lady Cops – Knallhart weiblich (The Division, Fernsehserie, Folge 3x10)
- 2003: Emergency Room – Die Notaufnahme (ER, Fernsehserie, Folge 9x21)
- 2003: Für alle Fälle Amy (Judging Amy, Fernsehserie, Folge 5x05)
- 2003: Strong Medicine: Zwei Ärztinnen wie Feuer und Eis (Strong Medicine, Fernsehserie, Folge 4x14)
- 2003: New York Cops – NYPD Blue (NYPD Blue, Fernsehserie, 2 Folgen)
- 2004: CSI: Vegas (CSI: Crime Scene Investigation, Fernsehserie, Folge 4x20)
- 2004: Polizeibericht Los Angeles (Dragnet, Fernsehserie, Folge 2x10)
- 2004–2005: Six Feet Under – Gestorben wird immer (Six Feet Under, Fernsehserie, 13 Folgen)
- 2005: 24 (Fernsehserie, 2 Folgen)
- 2005: Law & Order: Special Victims Unit (Fernsehserie, Folge 7x08)
- 2006: Cold Case – Kein Opfer ist je vergessen (Cold Case, Fernsehserie, Folge 3x14)
- 2006: Grey’s Anatomy (Fernsehserie, Folge 3x04)
- 2006: Close to Home (Fernsehserie, Folge 2x07)
- 2006: Vanished (Fernsehserie, 3 Folgen)
- 2006: Invasion (Fernsehserie, 3 Folgen)
- 2007: Prison Break (Fernsehserie, 2 Folgen)
- 2007: Shelter
- 2009: Three Rivers Medical Center (Three Rivers, Fernsehserie, Folge 1x04)
- 2010: Persons Unknown (Fernsehserie, 13 Folgen)
- 2011: Dr. House (House M. D., Fernsehserie, Folge 7x12)
- 2011: Leverage (Fernsehserie, Folge 4x09)
- 2012: Private Practice (Fernsehserie, Folge 5x16)
- 2014: Criminal Minds (Fernsehserie, Folge 10x9)